# Saiva (Arjeplogs socken, Lappland, 742559-152541)
Saiva är en sjö i Arjeplogs kommun i Lappland och ingår i Piteälvens huvudavrinningsområde. Sjön har en area på 0,0598 kvadratkilometer och ligger 625,2 meter över havet. Saiva ligger i Sulitelma Natura 2000-område.

## Delavrinningsområde
Saiva ingår i det delavrinningsområde (742236-152617) som SMHI kallar för Utloppet av Mavasjaure. Medelhöjden är 677 meter över havet och ytan är 89,06 kvadratkilometer. Räknas de 16 avrinningsområdena uppströms in blir den ackumulerade arean 266,13 kvadratkilometer. Vattendraget som avvattnar avrinningsområdet har biflödesordning 2, vilket innebär att vattnet flödar genom totalt 2 vattendrag innan det når havet efter 339 kilometer. Avrinningsområdet består mestadels av skog (30 procent) och kalfjäll (37 procent). Avrinningsområdet har 29,26 kvadratkilometer vattenytor vilket ger det en sjöprocent på 32,8 procent.